# Descriptiones Plantarum Rariorum
Descriptiones Plantarum Rariorum (abreviado Descr. Pl. Rar.) es un libro con ilustraciones y descripciones botánicas que fue escrito por el naturalista, médico, profesor, botánico y explorador danés Christen Friis Rottbøll y publicado en el año 1772.